# 温斯特鲁特河畔弗赖堡
温斯特鲁特河畔弗赖堡（德語：Freyburg (Unstrut)），简称弗赖堡（德語：Freyburg，發音：[ˈfʁaɪbʊʁk] ⓘ），是德国萨克森-安哈尔特州布尔根兰县的城市，面积46.55平方千米，2023年12月31日人口为4,579人。